# Élections municipales de 2026 dans le Jura
Pour un article plus général, voir Élections municipales françaises de 2026.
Les élections municipales dans le Jura sont prévues en mars 2026. Cette page ne traite que les communes de 2 000 habitants et plus dans le Jura.

## Résultats à l'échelle du département

### Maires sortants et maires élus
| Commune                 | Population (en 2022) | Maire sortant(e)      | Parti | Parti | Maire élu(e) | Parti | Parti |
| ----------------------- | -------------------- | --------------------- | ----- | ----- | ------------ | ----- | ----- |
| Arbois                  | 3 146                | Valérie Depierre      |       | DVG   |              |       |       |
| Coteaux du Lizon        | 2 146                | Roland Frezier        |       | DVG   |              |       |       |
| Champagnole             | 8 035                | Guy Saillard          |       | LR    |              |       |       |
| Damparis                | 2 590                | Michel Giniès         |       | DVG   |              |       |       |
| Dole                    | 23 784               | Jean-Baptiste Gagnoux |       | LR    |              |       |       |
| Foucherans              | 2 286                | Christine Riotte      |       | LR    |              |       |       |
| Hauts de Bienne         | 5 099                | Laurent Petit         |       | LR    |              |       |       |
| Lavans-lès-Saint-Claude | 2 342                | Philippe Passot       |       | DVG   |              |       |       |
| Lons-le-Saunier         | 16 942               | Jean-Yves Ravier      |       | DVG   |              |       |       |
| Poligny                 | 4 089                | Dominique Bonnet      |       | LR    |              |       |       |
| Moirans-en-Montagne     | 2 121                | Grégoire Long         |       | DVD   |              |       |       |
| Montmorot               | 3 207                | André Barbarin        |       | DVG   |              |       |       |
| Morbier                 | 2 371                | Philippe Huguenet     |       | SE    |              |       |       |
| Les Rousses             | 3 702                | Christophe Mathez     |       | DVC   |              |       |       |
| Saint-Amour             | 2 364                | Valérie Vaucher       |       | DVG   |              |       |       |
| Saint-Claude            | 8 556                | Jean-Louis Millet     |       | DVD   |              |       |       |
| Salins-les-Bains        | 2 430                | Michel Cêtre          |       | SE    |              |       |       |
| Tavaux                  | 3 926                | Jean-Michel Daubigney |       | HOR   |              |       |       |

### Résultats en nombre de maires
| Partis       | Partis           | Maires sortants | Maires élus | Évolution |
| ------------ | ---------------- | --------------- | ----------- | --------- |
|              | Divers gauche    | 7               |             |           |
| Total gauche | Total gauche     | 7               |             |           |
|              | Les Républicains | 5               |             |           |
|              | Divers droite    | 2               |             |           |
| Total droite | Total droite     | 7               |             |           |
|              | Divers centre    | 1               |             |           |
|              | Horizons         | 1               |             |           |
| Total centre | Total centre     | 2               |             |           |
|              | Sans étiquette   | 2               |             |           |
| Total        | Total            | 18              | 18          | -         |

## Résultats dans les communes de plus de 2 000 habitants

### Arbois
- Maire sortante : Valérie Depierre (DVG)
- 23 sièges à pourvoir au conseil municipal (population légale 2022 : 3 146 habitants)
- 11 sièges à pourvoir au conseil communautaire (CC Arbois, Poligny, Salins, Cœur du Jura)

| Tête de liste | Tête de liste | Parti(s) | Nuance | Premier tour | Premier tour | Second tour | Second tour | Sièges | Sièges |
| Tête de liste | Tête de liste | Parti(s) | Nuance | Voix         | %            | Voix        | %           | CM     | CC     |
| ------------- | ------------- | -------- | ------ | ------------ | ------------ | ----------- | ----------- | ------ | ------ |

### Coteaux du Lizon
- Maire sortant : Roland Frezier (DVG)
- 23 sièges à pourvoir au conseil municipal (population légale 2022 : 2 146 habitants)
- 5 sièges à pourvoir au conseil communautaire (CC Haut-Jura Saint-Claude)

| Tête de liste | Tête de liste | Parti(s) | Nuance | Premier tour | Premier tour | Second tour | Second tour | Sièges | Sièges |
| Tête de liste | Tête de liste | Parti(s) | Nuance | Voix         | %            | Voix        | %           | CM     | CC     |
| ------------- | ------------- | -------- | ------ | ------------ | ------------ | ----------- | ----------- | ------ | ------ |

### Champagnole
- Maire sortant : Guy Saillard (LR)
- 29 sièges à pourvoir au conseil municipal (population légale 2022 : 8 035 habitants)
- 23 sièges à pourvoir au conseil communautaire (CC Champagnole Nozeroy Jura)

| Tête de liste            | Tête de liste   | Parti(s) | Nuance | Premier tour | Premier tour | Second tour | Second tour | Sièges | Sièges |
| Tête de liste            | Tête de liste   | Parti(s) | Nuance | Voix         | %            | Voix        | %           | CM     | CC     |
| ------------------------ | --------------- | -------- | ------ | ------------ | ------------ | ----------- | ----------- | ------ | ------ |
|                          | Philippe Cuevas | PCF      |        |              |              |             |             |        |        |
|                          |                 |          |        |              |              |             |             |        |        |
| Exprimés                 |                 |          |        |              |              |             |             |        |        |
| Votes blancs             |                 |          |        |              |              |             |             |        |        |
| Votes nuls               |                 |          |        |              |              |             |             |        |        |
| Total                    | Total           | Total    | Total  |              | 100          |             | 100         | 29     | 23     |
| Absentions               |                 |          |        |              |              |             |             |        |        |
| Inscrits / participation |                 |          |        |              |              |             |             |        |        |

### Damparis
- Maire sortant : Michel Giniès (DVG)
- 23 sièges à pourvoir au conseil municipal (population légale 2022 : 2 590 habitants)
- 3 sièges à pourvoir au conseil communautaire (Grand Dole)

| Tête de liste | Tête de liste | Parti(s) | Nuance | Premier tour | Premier tour | Second tour | Second tour | Sièges | Sièges |
| Tête de liste | Tête de liste | Parti(s) | Nuance | Voix         | %            | Voix        | %           | CM     | CC     |
| ------------- | ------------- | -------- | ------ | ------------ | ------------ | ----------- | ----------- | ------ | ------ |

### Dole
- Maire sortant : Jean-Baptiste Gagnoux (LR)
- 35 sièges à pourvoir au conseil municipal (population légale 2022 : 23 784 habitants)
- 30 sièges à pourvoir au conseil communautaire (Grand Dole)

| Tête de liste | Tête de liste | Parti(s) | Nuance | Premier tour | Premier tour | Second tour | Second tour | Sièges | Sièges |
| Tête de liste | Tête de liste | Parti(s) | Nuance | Voix         | %            | Voix        | %           | CM     | CC     |
| ------------- | ------------- | -------- | ------ | ------------ | ------------ | ----------- | ----------- | ------ | ------ |

### Foucherans
- Maire sortante : Christine Riotte (LR)
- 19 sièges à pourvoir au conseil municipal (population légale 2022 : 2 286 habitants)
- 2 sièges à pourvoir au conseil communautaire (Grand Dole)

| Tête de liste | Tête de liste | Parti(s) | Nuance | Premier tour | Premier tour | Second tour | Second tour | Sièges | Sièges |
| Tête de liste | Tête de liste | Parti(s) | Nuance | Voix         | %            | Voix        | %           | CM     | CC     |
| ------------- | ------------- | -------- | ------ | ------------ | ------------ | ----------- | ----------- | ------ | ------ |

### Hauts de Bienne
- Maire sortant : Laurent Petit (LR)
- 33 sièges à pourvoir au conseil municipal (population légale 2022 : 5 099 habitants)
- 13 sièges à pourvoir au conseil communautaire (CC Haut-Jura Arcade)

| Tête de liste | Tête de liste | Parti(s) | Nuance | Premier tour | Premier tour | Second tour | Second tour | Sièges | Sièges |
| Tête de liste | Tête de liste | Parti(s) | Nuance | Voix         | %            | Voix        | %           | CM     | CC     |
| ------------- | ------------- | -------- | ------ | ------------ | ------------ | ----------- | ----------- | ------ | ------ |

### Lavans-lès-Saint-Claude
- Maire sortant : Philippe Passot (DVG)
- 23 sièges à pourvoir au conseil municipal (population légale 2022 : 2 342 habitants)
- 5 sièges à pourvoir au conseil communautaire (CC Haut-Jura Saint-Claude)

| Tête de liste | Tête de liste | Parti(s) | Nuance | Premier tour | Premier tour | Second tour | Second tour | Sièges | Sièges |
| Tête de liste | Tête de liste | Parti(s) | Nuance | Voix         | %            | Voix        | %           | CM     | CC     |
| ------------- | ------------- | -------- | ------ | ------------ | ------------ | ----------- | ----------- | ------ | ------ |

### Lons-le-Saunier
- Maire sortant : Jean-Yves Ravier (DVG)
- 33 sièges à pourvoir au conseil municipal (population légale 2022 : 16 942 habitants)
- 24 sièges à pourvoir au conseil communautaire (Espace communautaire Lons Agglomération)

| Tête de liste | Tête de liste | Parti(s) | Nuance | Premier tour | Premier tour | Second tour | Second tour | Sièges | Sièges |
| Tête de liste | Tête de liste | Parti(s) | Nuance | Voix         | %            | Voix        | %           | CM     | CC     |
| ------------- | ------------- | -------- | ------ | ------------ | ------------ | ----------- | ----------- | ------ | ------ |

### Poligny
- Maire sortant : Dominique Bonnet (LR)
- 29 sièges à pourvoir au conseil municipal (population légale 2022 : 4 089 habitants)
- 13 sièges à pourvoir au conseil communautaire (CC Arbois, Poligny, Salins, Cœur du Jura)

| Tête de liste | Tête de liste | Parti(s) | Nuance | Premier tour | Premier tour | Second tour | Second tour | Sièges | Sièges |
| Tête de liste | Tête de liste | Parti(s) | Nuance | Voix         | %            | Voix        | %           | CM     | CC     |
| ------------- | ------------- | -------- | ------ | ------------ | ------------ | ----------- | ----------- | ------ | ------ |

### Moirans-en-Montagne
- Maire sortant : Grégoire Long (DVD)
- 19 sièges à pourvoir au conseil municipal (population légale 2022 : 2 121 habitants)
- 7 sièges à pourvoir au conseil communautaire (CC Terre d'Émeraude)

| Tête de liste | Tête de liste | Parti(s) | Nuance | Premier tour | Premier tour | Second tour | Second tour | Sièges | Sièges |
| Tête de liste | Tête de liste | Parti(s) | Nuance | Voix         | %            | Voix        | %           | CM     | CC     |
| ------------- | ------------- | -------- | ------ | ------------ | ------------ | ----------- | ----------- | ------ | ------ |

### Montmorot
- Maire sortant : André Barbarin (DVG)
- 23 sièges à pourvoir au conseil municipal (population légale 2022 : 3 207 habitants)
- 4 sièges à pourvoir au conseil communautaire (Espace communautaire Lons Agglomération)

| Tête de liste | Tête de liste | Parti(s) | Nuance | Premier tour | Premier tour | Second tour | Second tour | Sièges | Sièges |
| Tête de liste | Tête de liste | Parti(s) | Nuance | Voix         | %            | Voix        | %           | CM     | CC     |
| ------------- | ------------- | -------- | ------ | ------------ | ------------ | ----------- | ----------- | ------ | ------ |

### Morbier
- Maire sortant : Philippe Huguenet (SE)
- 19 sièges à pourvoir au conseil municipal (population légale 2022 : 2 371 habitants)
- 8 sièges à pourvoir au conseil communautaire (CC Haut-Jura Arcade)

| Tête de liste | Tête de liste | Parti(s) | Nuance | Premier tour | Premier tour | Second tour | Second tour | Sièges | Sièges |
| Tête de liste | Tête de liste | Parti(s) | Nuance | Voix         | %            | Voix        | %           | CM     | CC     |
| ------------- | ------------- | -------- | ------ | ------------ | ------------ | ----------- | ----------- | ------ | ------ |

### Les Rousses
- Maire sortant : Christophe Mathez (DVC)
- 27 sièges à pourvoir au conseil municipal (population légale 2022 : 3 702 habitants)
- 11 sièges à pourvoir au conseil communautaire (CC de la Station des Rousses-Haut-Jura)

| Tête de liste | Tête de liste | Parti(s) | Nuance | Premier tour | Premier tour | Second tour | Second tour | Sièges | Sièges |
| Tête de liste | Tête de liste | Parti(s) | Nuance | Voix         | %            | Voix        | %           | CM     | CC     |
| ------------- | ------------- | -------- | ------ | ------------ | ------------ | ----------- | ----------- | ------ | ------ |

### Saint-Amour
- Maire sortante : Valérie Vaucher (DVG)
- 19 sièges à pourvoir au conseil municipal (population légale 2022 : 2 364 habitants)
- 9 sièges à pourvoir au conseil communautaire (CC Porte du Jura)

| Tête de liste | Tête de liste | Parti(s) | Nuance | Premier tour | Premier tour | Second tour | Second tour | Sièges | Sièges |
| Tête de liste | Tête de liste | Parti(s) | Nuance | Voix         | %            | Voix        | %           | CM     | CC     |
| ------------- | ------------- | -------- | ------ | ------------ | ------------ | ----------- | ----------- | ------ | ------ |

### Saint-Claude
- Maire sortant : Jean-Louis Millet (DVD)
- 29 sièges à pourvoir au conseil municipal (population légale 2022 : 8 556 habitants)
- 19 sièges à pourvoir au conseil communautaire (CC Haut-Jura Saint-Claude)

| Tête de liste | Tête de liste | Parti(s) | Nuance | Premier tour | Premier tour | Second tour | Second tour | Sièges | Sièges |
| Tête de liste | Tête de liste | Parti(s) | Nuance | Voix         | %            | Voix        | %           | CM     | CC     |
| ------------- | ------------- | -------- | ------ | ------------ | ------------ | ----------- | ----------- | ------ | ------ |

### Salins-les-Bains
- Maire sortant : Michel Cêtre (SE)
- 19 sièges à pourvoir au conseil municipal (population légale 2022 : 2 430 habitants)
- 8 sièges à pourvoir au conseil communautaire (CC Arbois, Poligny, Salins, Cœur du Jura)

| Tête de liste | Tête de liste | Parti(s) | Nuance | Premier tour | Premier tour | Second tour | Second tour | Sièges | Sièges |
| Tête de liste | Tête de liste | Parti(s) | Nuance | Voix         | %            | Voix        | %           | CM     | CC     |
| ------------- | ------------- | -------- | ------ | ------------ | ------------ | ----------- | ----------- | ------ | ------ |

### Tavaux
- Maire sortant : Jean-Michel Daubigney (HOR)
- 27 sièges à pourvoir au conseil municipal (population légale 2022 : 3 926 habitants)
- 5 sièges à pourvoir au conseil communautaire (Grand Dole)

| Tête de liste | Tête de liste | Parti(s) | Nuance | Premier tour | Premier tour | Second tour | Second tour | Sièges | Sièges |
| Tête de liste | Tête de liste | Parti(s) | Nuance | Voix         | %            | Voix        | %           | CM     | CC     |
| ------------- | ------------- | -------- | ------ | ------------ | ------------ | ----------- | ----------- | ------ | ------ |